# Reinhold Grundemann

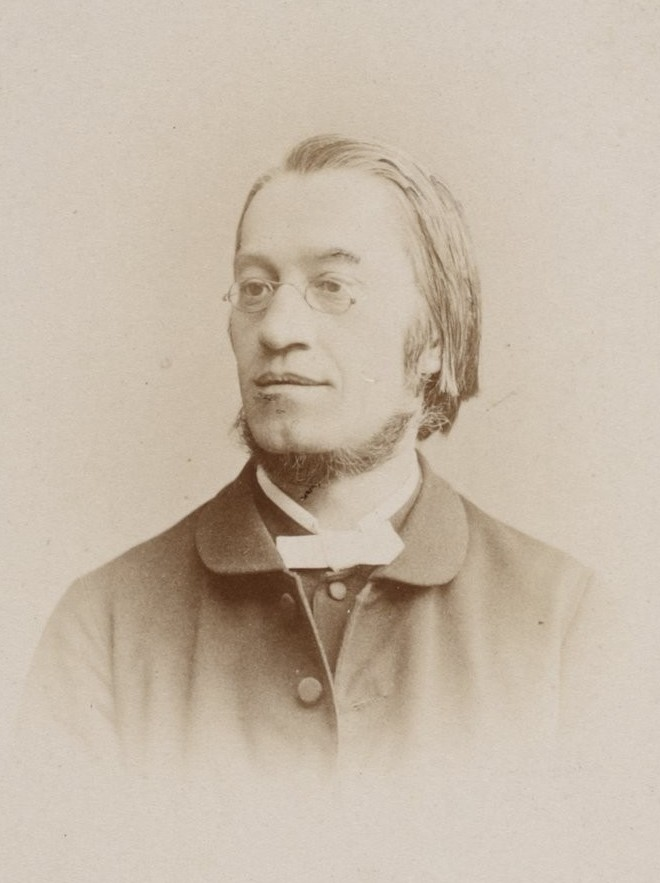
Peter Reinhold Grundemann, 1885

Peter Reinhold Grundemann (* 9. Januar 1836 in Bärwalde in der Neumark; † 3. Mai 1924 in Belzig) war ein evangelischer Theologe und Missionsschriftsteller.

## Leben
Reinhold Grundemann studierte in Tübingen, Halle und Berlin Theologie. Nach kurzer Hilfspredigerzeit in Dertzow (Landkreis Soldin) und der Ordination durch August Neander in Berlin wurde er 1861 Hilfsgeistlicher in Pouch. Von 1863 bis 1865 war er als Vereinspfarrer in Frankfurt an der Oder tätig, schied dann aber aus dem geistlichen Amt und ging nach Gotha zu Justus Perthes, um die Missionssache in England, Nordamerika und Holland besonders von ihrer geographischen Seite zu studieren. Er verfasste als eine Erweiterung seiner schon 1862 erschienenen Missionsweltkarte den Allgemeinen Missionsatlas. Seit 1869 Pastor zu Mörz bei Belzig, schrieb Grundemann eine Biographie des Missionars Johann Friedrich Riedel, eine Neubearbeitung von Burkhardts kleiner Missionsbibliothek, Die Entwicklung der evangelischen Mission, Missions-Studien und Kritiken in Verbindung mit einer Reise nach Indien und die Abschnitte über Asien und Amerika in Gustav Warnecks Missionsstunden. 1881 gründete er die brandenburgische Missionskonferenz und war bis 1908 ihr Vorsitzender. 1885 wird er in Berlin zum Doktor der Theologie promoviert und erhält 1911 anlässlich seines fünfzigjährigen Dienstjubiläums den Professorentitel.

## Werke
- Unserer heimatliches Missionswesen: Beiträge zu wissenschaftlicher Behandlung desselben; nebst einem Anh. / Reinhold Grundemann. - Leipzig: Hinrichs, 1916
- Kleiner Missions-Atlas zur Darstellung des evangelischen Missionswerkes nach seinem gegenwärtigen Bestande / R. Grundemann. - 3. durchaus neu bearb. Aufl. - Calw: Verl. der Vereinsbuchh., 1905
- Neuer Missions-Atlas aller evangelischen Missionsgebiete mit besonderer Berücksichtigung der Deutschen Missionen / Reinhold Grundemann. - 2., verm. u. verb. Aufl. - Calw: Verl. der Vereinsbuchh., 1903
- Kleine Missions-Geographie und -Statistik zur Darstellung des Standes der evangelischen Mission am Schluss des 19. Jahrhunderts / Reinhold Grundemann. - Calw [u. a.]: Vereinsbuchh., 1901
- Missions-Studien und … / 1, 2 / Zweite Reihe / R. Grundemann. - 1898
- Missionsfeste und Missionpredigtreisen: Erfahrungen auf dem Gebiete des pommerisch-märkischen Missionslebens in Novellenform / Reinhold Grundemann. - Leipzig: Richter, 1896
- Neuer Missions-Atlas: mit besonderer Berücksichtigung der deutschen Missionen / R. Grundemann. - Calw [u. a.]: Verl. der Vereinsbuchh., 1896
- Missionsstunden / 1 / Die Mission im Lichte der Bibel / Gustav Warneck. - 4. Aufl. - 1895
- Die Entwicklung der evangelischen Mission im letzten Jahrzehnt (1878–1888) … / R. Grundemann. - Bielefeld: Velhagen & Klasing, 1890
- Kleiner Missions-Atlas zur Darstellung des evangelischen Missionswerkes nach seinem gegenwärtigen Bestande; In 12 Karten / R. Grundemann. - 2. vervollst. Aufl. - Calw: Verl. d. Vereinsbuchhandl., 1886
- G. E. Burkhardt’s Kleine … / 4 / Die evangelische Mission im Indischen Archipel / Gustav Emil Burkhardt. - 2. Aufl., gänzlich umgearb. und bis auf die Gegenwart fortgeführt. - 1880
- G. E. Burkhardt’s Kleine … / 3 / Die evangelische Mission in Vorder-Indien / Gustav Emil Burkhardt. - 2. Aufl., gänzlich umgearb. und bis auf die Gegenwart fortgeführt. - 1879
- Missionsstunden / Gustav Warneck. - Gütersloh: Bertelsmann, 1878-
- G. E. Burkhardt’s Kleine … / Bd. 2, Abth. 3 / Die evangelische Mission auf dem Festland und den Inseln von Ostafrika / Gustav Emil Burkhardt. - 2. Aufl., gänzlich umgearb. und bis auf die Gegenwart fortgeführt. - 1877
- G. E. Burkhardt’s Kleine … / Bd. 2, Abth. 2 / Die evangelische Mission unter den Völkerstämmen Südafrika’s / Gustav Emil Burkhardt. - 2. Aufl., gänzlich umgearb. und bis auf die Gegenwart fortgeführt. - 1877
- G. E. Burkhardt’s Kleine … / Bd. 2, Abth. 1 / Die evangelische Mission unter den befreiten und freien Negern in Westafrika / Gustav Emil Burkhardt. - 2. Aufl., gänzlich umgearb. und bis auf die Gegenwart fortgeführt. - 1877
- G. E. Burkhardt’s Kleine … / Bd. 1 / Die evangelische Mission unter den Eskimo in Grönland und Labrador / Gustav Emil Burkhardt. - 2. Aufl., gänzlich umgearb. und bis auf die Gegenwart fortgeführt. - 1876
- Dr. G. E. Burkhardt’s Kleine Missions-Bibliothek / Gustav Emil Burkhardt. - 2. Aufl., gänzlich umgearb. und bis auf die Gegenwart fortgef.. - Bielefeld [u. a.]: Velhagen & Klasing, 1876–1881
- Johann Friedrich Riedel: ein Lebensbild aus der Minahassa auf Celebes; mit einer Karten-Skizze der Minahassa / R. Grundemann. - Gütersloh: Bertelsmann, 1873
- Allgemeiner Missions-Atlas / Abth. 4 / Die Missionen in Amerika: in elf Kt. mit erläuterndem Texte / Reinhold Grundemann. - 1871
- Allgemeiner Missions-Atlas / Abth. 3 / Die Missionen in Polynesien: in zwölf Kt. mit erläuterndem Texte / Reinhold Grundemann. - 1870
- Allgemeiner Missions-Atlas / Abth. 2 / Die Missionen in Asien: in neunundzwanzig Kt. mit erläuterndem Texte / Reinhold Grundemann. - 1869
- Allgemeiner Missions-Atlas / Abth. 1 / Die Missionen in Afrika: in zwanzig Kt mit erläuterndem Texte / Reinhold Grundemann. - 1867
- Allgemeiner Missions-Atlas / Reinhold Grundemann. - Gotha: Perthes, 1867–1871
- Missions-Studien und -Kritiken: in Verbindung mit einer Reise nach Indien / R. Grundemann. - Gütersloh: Bertelsmann